# Razzie Awards 2011
La 32ª edizione dei Razzie Awards si è svolta il 1º aprile 2012, per premiare i peggiori film dell'anno 2011. Le candidature sono state annunciate alcuni mesi prima, il 25 febbraio 2012, il giorno prima delle premiazioni dei Premi Oscar 2012. Questa è la prima volta che i premi vengono assegnati il 1º aprile, solitamente le nomine e i premi venivano assegnati il giorno prima delle nomine e delle premiazioni degli Oscar.
Il film Jack e Jill, candidato 12 volte su 10 premi (due volte per Peggior attore non protagonista e Peggiore attrice non protagonista), ha vinto in tutte e dieci le categorie previste, stabilendo così un record assoluto.
Il protagonista del film, Adam Sandler ha ottenuto il Razzie sia come peggior attore, che come peggior attrice (interpreta anche un ruolo femminile), nonché come peggior coppia (quella composta dai due personaggi da lui interpretati, in alternativa con le accoppiate che ciascuno dei due ruoli realizza con Al Pacino e Katie Holmes).
Avevano ricevuto numerose nomine anche Transformers 3 e The Twilight Saga: Breaking Dawn - Parte 1 (otto), Bucky Larson: Born to Be a Star (sei) e Capodanno a New York e Mia moglie per finta (cinque).

## Vincitori e candidati
Verranno di seguito indicati in grassetto i vincitori.
Ove ricorrente e disponibile, viene indicato il titolo in lingua italiana e quello in lingua originale tra parentesi.

### Peggior film
- Jack e Jill (Jack and Jill), regia di Dennis Dugan
- Bucky Larson: Born to Be a Star (Bucky Larson: Born to Be a Star), regia di Tom Brady
- Capodanno a New York (New Year's Eve), regia di Garry Marshall
- Transformers 3 (Transformers: Dark of the Moon), regia di Michael Bay
- The Twilight Saga: Breaking Dawn - Parte 1 (The Twilight Saga: Breaking Dawn – Part 1), regia di Bill Condon

### Peggior attore
- Adam Sandler - Jack e Jill (Jack and Jill), Mia moglie per finta (Just Go with It)
- Russell Brand - Arturo (Arthur)
- Nicolas Cage - Drive Angry (Drive Angry), L’ultimo dei Templari (Season of the Witch), Trespass (Trespass)
- Taylor Lautner - Abduction - Riprenditi la tua vita (Abduction), The Twilight Saga: Breaking Dawn - Parte 1 (The Twilight Saga: Breaking Dawn – Part 1),
- Nick Swardson - Bucky Larson: Born to Be a Star (Bucky Larson: Born to Be a Star)

### Peggior attrice
- Adam Sandler - Jack e Jill (Jack and Jill)
- Martin Lawrence – Big Mama - Tale padre, tale figlio (Big Mommas: Like Father, Like Son)
- Sarah Palin – The Undefeated (The Undefeated)
- Sarah Jessica Parker – Ma come fa a far tutto? (I Don't Know How She Does It), Capodanno a New York (New Year's Eve)
- Kristen Stewart – The Twilight Saga: Breaking Dawn - Parte 1 (The Twilight Saga: Breaking Dawn – Part 1)

### Peggior attore non protagonista
- Al Pacino - Jack e Jill (Jack and Jill)
- Patrick Dempsey – Transformers 3 (Transformers: Dark of the Moon)
- James Franco – Sua Maestà (Your Highness)
- Ken Jeong – Big Mama - Tale padre, tale figlio (Big Mommas: Like Father, Like Son), Una notte da leoni 2 (The Hangover Part II), Transformers 3 (Transformers: Dark of the Moon), Il signore dello zoo (Zookeeper)
- Nick Swardson - Jack e Jill (Jack and Jill), Mia moglie per finta (Just Go with It)

### Peggior attrice non protagonista
- David Spade - Jack e Jill (Jack and Jill)
- Katie Holmes - Jack e Jill (Jack and Jill)
- Brandon T. Jackson – Big Mama - Tale padre, tale figlio (Big Mommas: Like Father, Like Son)
- Nicole Kidman – Mia moglie per finta (Just Go with It)
- Rosie Huntington-Whiteley – Transformers 3 (Transformers: Dark of the Moon)

### Peggior regista
- Dennis Dugan - Jack e Jill (Jack and Jill), Mia moglie per finta (Just Go with It)
- Michael Bay - Transformers 3 (Transformers: Dark of the Moon)
- Tom Brady - Bucky Larson: Born to Be a Star (Bucky Larson: Born to Be a Star)
- Bill Condon - The Twilight Saga: Breaking Dawn - Parte 1 (The Twilight Saga: Breaking Dawn – Part 1)
- Garry Marshall - Capodanno a New York (New Year's Eve)

### Peggiore sceneggiatura
- Steve Koren, Adam Sandler - Jack e Jill (Jack and Jill)
- Adam Sandler, Allen Covert, Nick Swardson - Bucky Larson: Born to Be a Star (Bucky Larson: Born to Be a Star)
- Katherine Fugate - Capodanno a New York (New Year's Eve)
- Ehren Kruger - Transformers 3 (Transformers: Dark of the Moon), basata sui personaggi Transformers creati dalla Hasbro
- Melissa Rosenberg - The Twilight Saga: Breaking Dawn - Parte 1 (The Twilight Saga: Breaking Dawn – Part 1), basata sul romanzo di Stephenie Meyer

### Peggior coppia
- Adam Sandler e a scelta tra Katie Holmes, Al Pacino o Adam Sandler – Jack e Jill (Jack and Jill)
- Nicolas Cage e chiunque abbia condiviso con lui il set in uno dei suoi tre film del 2011 - Drive Angry (Drive Angry), L’ultimo dei Templari (Season of the Witch), Trespass (Trespass)
- Shia LaBeouf e Rosie Huntington-Whiteley – Transformers 3 (Transformers: Dark of the Moon)
- Adam Sandler e a scelta tra Jennifer Aniston o Brooklyn Decker – Mia moglie per finta (Just Go with It)
- Kristen Stewart e a scelta tra Taylor Lautner e Robert Pattinson – The Twilight Saga: Breaking Dawn - Parte 1 (The Twilight Saga: Breaking Dawn – Part 1)

### Peggior prequel, remake, rip-off o sequel
- Jack e Jill (Jack and Jill), regia di Dennis Dugan - Remake del classico camp film di Edward D. Wood Jr., Glen or Glenda
- Arturo (Arthur), regia di Jason Winer
- Bucky Larson: Born to Be a Star (Bucky Larson: Born to Be a Star), regia di Tom Brady - Remake di Boogie Nights - L'altra Hollywood (Boogie Nights) e È nata una stella (A Star Is Born)
- Una notte da leoni 2 (The Hangover Part II), regia di Todd Phillips
- The Twilight Saga: Breaking Dawn - Parte 1 (The Twilight Saga: Breaking Dawn – Part 1), regia di Bill Condon

### Peggior cast
- L'intero cast di Jack e Jill (Jack and Jill)
- L'intero cast di Bucky Larson: Born to Be a Star (Bucky Larson: Born to Be a Star)
- L'intero cast di Capodanno a New York (New Year's Eve)
- L'intero cast di Transformers 3 (Transformers: Dark of the Moon)
- L'intero cast di The Twilight Saga: Breaking Dawn - Parte 1 (The Twilight Saga: Breaking Dawn – Part 1)

## Statistiche vittorie/candidature
Premi vinti/candidature:
- 10/12 - Jack e Jill (Jack and Jill)
- 2/5 - Mia moglie per finta (Just Go with It)
- 0/8 - Transformers 3 (Transformers: Dark of the Moon)
- 0/8 - The Twilight Saga: Breaking Dawn - Parte 1 (The Twilight Saga: Breaking Dawn – Part 1)
- 0/6 - Bucky Larson: Born to Be a Star (Bucky Larson: Born to Be a Star)
- 0/5 - Capodanno a New York (New Year's Eve)
- 0/3 - Big Mama - Tale padre, tale figlio (Big Mommas: Like Father, Like Son)
- 0/2 - Arturo (Arthur)
- 0/2 - Drive Angry (Drive Angry)
- 0/2 - L’ultimo dei Templari (Season of the Witch)
- 0/2 - Trespass (Trespass)
- 0/2 - Una notte da leoni 2 (The Hangover Part II)
- 0/1 - Abduction - Riprenditi la tua vita (Abduction)
- 0/1 - The Undefeated (The Undefeated)
- 0/1 - Ma come fa a far tutto? (I Don't Know How She Does It)
- 0/1 - Sua Maestà (Your Highness)
- 0/1 - Il signore dello zoo (Zookeeper)